# Al'menevo
Al'menevo  (in russo Альменево?) è un villaggio della Russia situato nell'oblast' di Kurgan. È il centro amministrativo del rajon Al'menevskij.
Il villaggio si trova sulla sponda orientale del lago Al'men'kol', nella parte sud-occidentale della regione di Kurgan, 125 km a sud-ovest di Kurgan.